# 水野忠武
水野 忠武（みずの ただたけ）は、駿河沼津藩の第4代藩主。沼津藩水野家11代。
文政7年（1824年）7月12日、第3代藩主水野忠義の次男として江戸浜町屋敷で生まれる。文政8年（1825年）に兄の惣兵衛が早世したため、天保5年（1834年）6月6日に世子として指名された。天保10年（1839年）12月18日に従五位下、大和守に叙任する。天保13年（1842年）、父の死去により家督を継ぎ、出羽守に転任する。
おりしも幕府では水野忠邦による天保の改革が始まり、祖父の水野忠成による幕政を否定する忠邦による粛清として、三河における新田開発など、様々な手伝い普請を幕命によって命じられ、藩財政難に陥った。
天保15年（1844年）7月10日に江戸外桜田屋敷で死去した。享年21。跡を弟で養子の忠良が継いだ。

## 系譜
父母
- 水野忠義（父）
- よし ー 松村氏（母）

正室
- あき ー 毛利斉煕の娘

養子
- 水野忠良 ー 実弟